# Michał Hurej
Michał Hurej (ur. 21 listopada 1951 w Mierczycach) – polski entomolog, prof. dr hab. Uniwersytetu Przyrodniczego we Wrocławiu, Kierownik Katedry Ochrony Roślin Wydziału Przyrodniczo-Technologicznego.

## Życiorys
W 1974 ukończył studia na Akademii Rolniczej we Wrocławiu, w 1978 obronił doktorat, w 1985 przedstawił pracę habilitacyjną, a w 1992 został profesorem uczelni. W 2000 uzyskał tytuł profesora.
Michał Hurej prowadzi badania nad integrowaną ochroną upraw rolniczych oraz szkodnikami upraw buraka nasiennego, buraka cukrowego, gorczycy białej i ziemniaka. Ponadto specjalizuje się w afidologii, tj. biologii, ekologii, szkodliwości i zwalczaniu mszycowatych (Aphilidae). Opracował ekologiczne podstawy ochrony buraków nasiennych i cukrowych przed szkodnikami, a także wykazał ujemny, pośredni wpływ insektycydów na owady pożyteczne.
Jego dorobek stanowi 86 publikacji, w tym 63 prace oryginalne.
Odbył zagraniczne staże naukowe w Holandii (Uniwersytet Rolniczy w Wageningen), Anglii (Stacja Doświadczalna w Broom’s Barn), USA (Mississippi State University, Georgia State University – Stypendium Fulbrighta).

## Członkostwo
- Komitet Ochrony Roślin Polskiej Akademii Nauk;
- Rada Naukowa Instytutu Sadownictwa i Kwiaciarstwa im. Szczepana Pieniążka w Skierniewicach;
- Grupa Robocza ds. Rozwoju Integrowanych Systemów Produkcji Rolniczej przy Ministerstwie Rolnictwa i Rozwoju Wsi.